# Neomodernizm

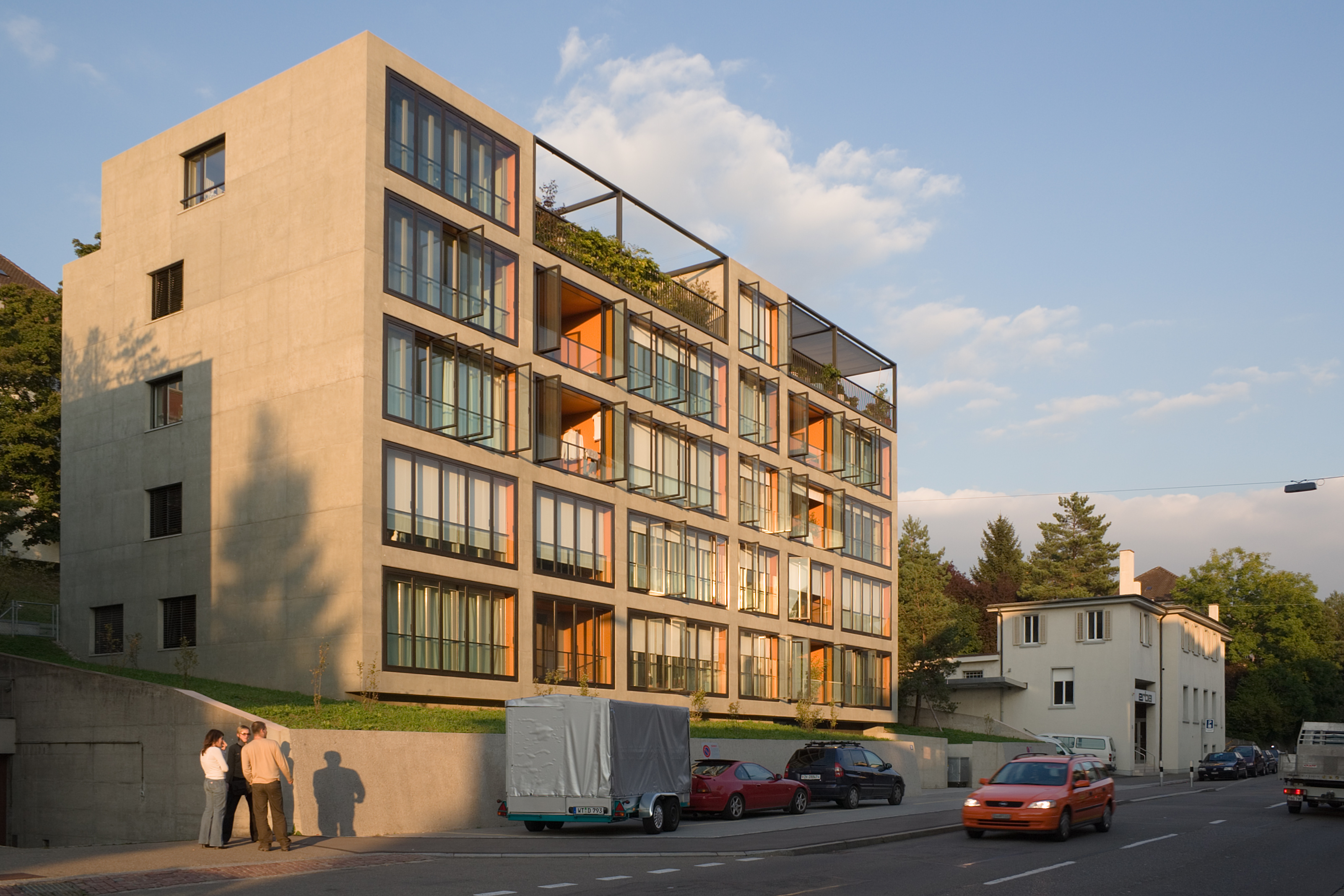
Neomodernizm: Birchmeier Kaufmann Architekten, dom wielorodzinny w Zurychu

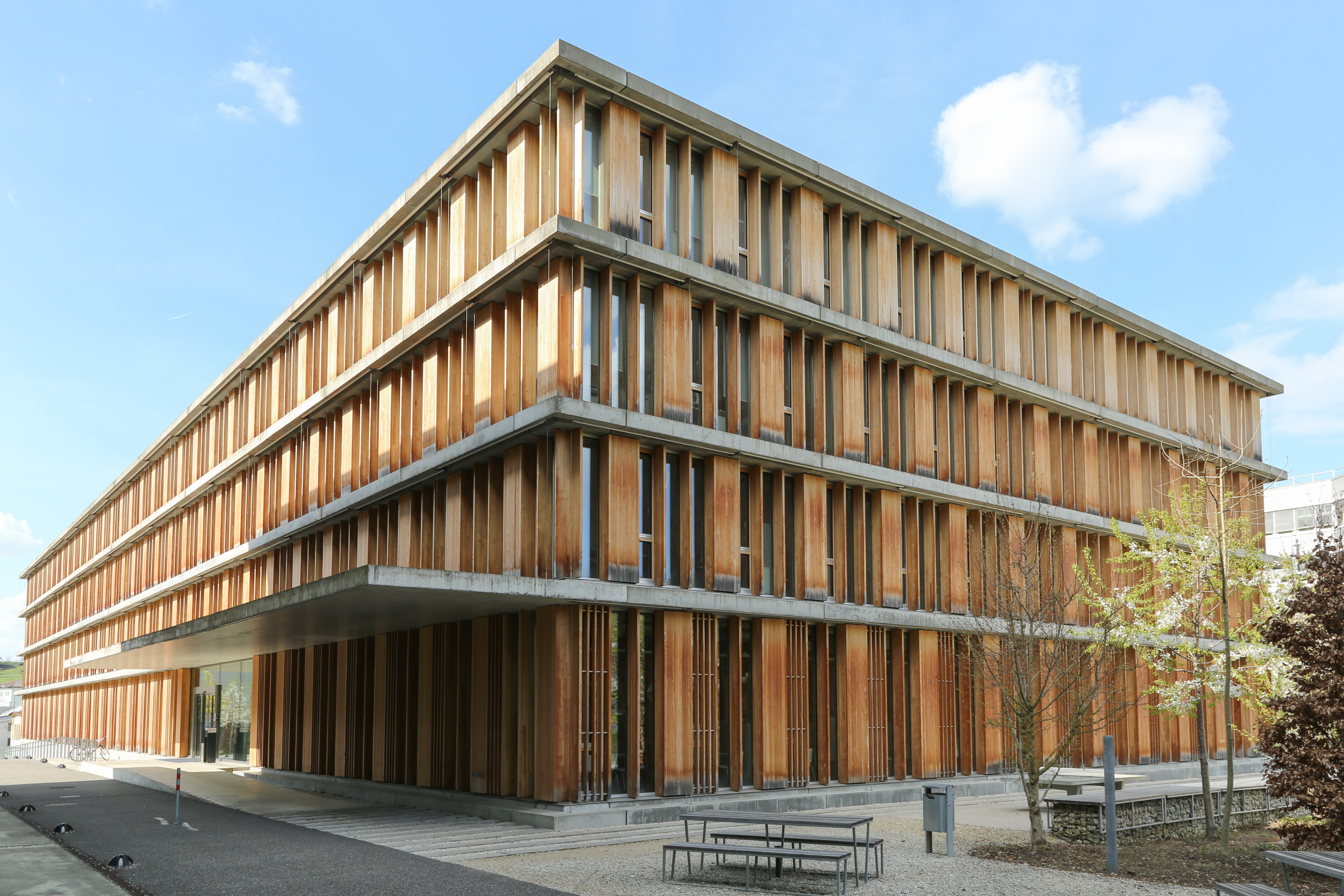
Ministerstwo Transportu Szwajcarii w Ittigen (2005)

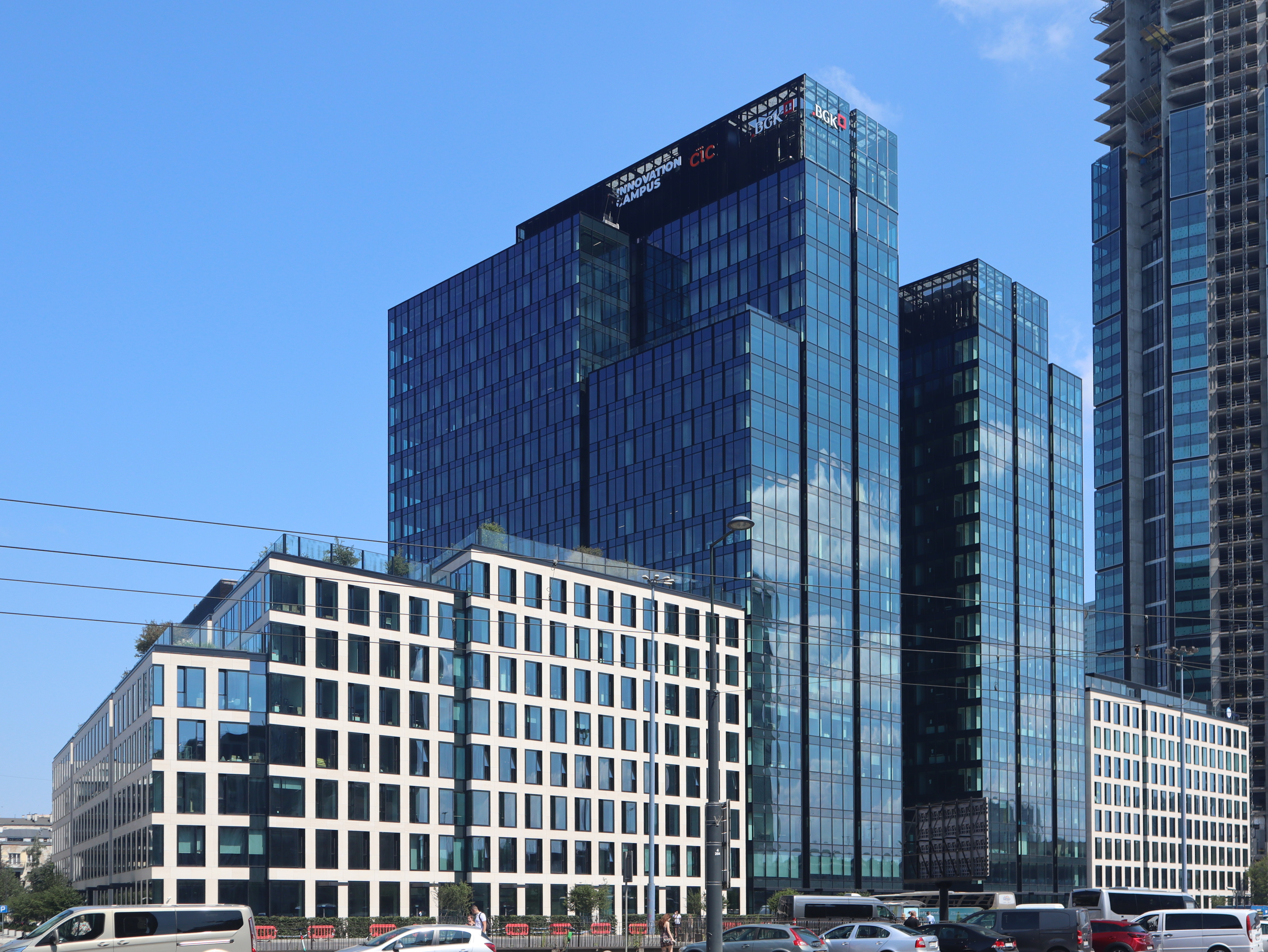
Biurowiec Varso w Warszawie (2020)

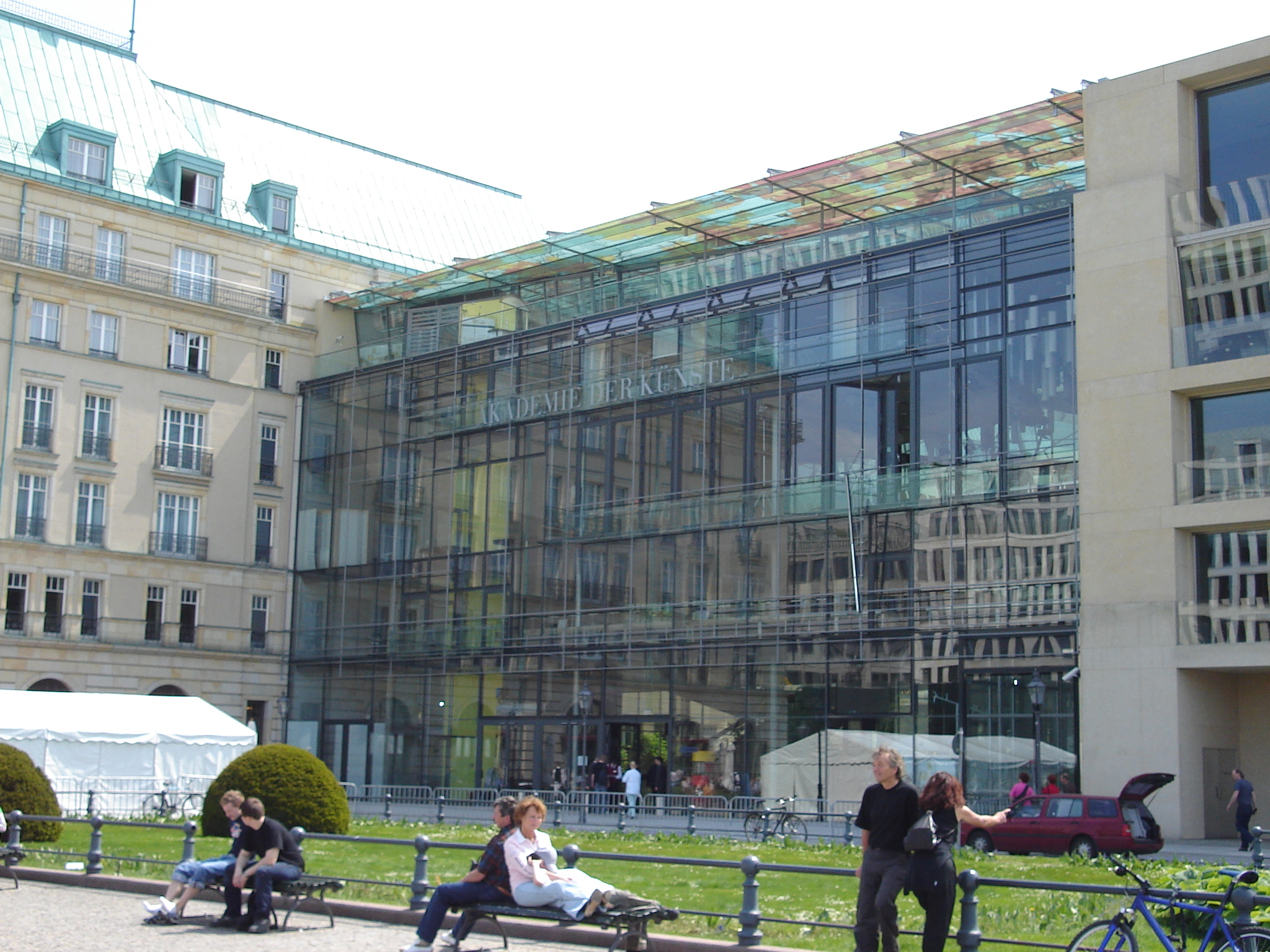
G. Behnisch, Akademia Sztuk w Berlinie. Neomodernistyczna ściana kurtynowa kryje za sobą budynek o charakterze dekonstruktywistycznym

Neomodernizm – styl architektoniczny przełomu XX i XXI w., nawiązujący do repertuaru form przestrzennych i detalu modernizmu, jednak w odłączeniu od jego idei społeczno-politycznych i zwykle urbanistycznych. Nierzadko neomodernistyczna jest tylko fasada budynku, co stoi w jawnej sprzeczności z modernistyczną ideą traktowania budynku jako całości.
Neomodernizm stanowi od początku lat 80. reakcję na przepych eklektycznego postmodernizmu i protest wobec populizmu w architekturze, poszukując w prostocie odpowiedniego środka wyrazu dla współczesności. Z drugiej strony często ucieka się do rozwiązań spektakularnych, jednak sztucznych i wybranych jedynie dla efektu, np. wielkopowierzchniowych przeszkleń, kapiteli świetlnych lub oculusów. Wskazuje się, że neomodernizm skoncentrował się na estetyce i zaproponował atmosferę pewnego manieryzmu. Bryły budynków neomodernistycznych są konstruowane według jasnych zasad subtrakcyjnych lub addytywnych, głównie z elementów kubicznych, nierzadko też form obrotowych.
Do kierunków neomodernistycznych można zaliczyć tzw. nowy rygoryzm, opierający się na kreowaniu budynku w oparciu o jego zasadę konstrukcyjną i układ funkcjonalny, z uwypukleniem szczególnie atrakcyjnych wizualnie aspektów. Budynki tego prądu mają wywierać optymistyczne wrażenie związane z nowoczesnością.
W szerszym sensie również dekonstruktywizm określany jest jako prąd neomodernistyczny.

## Wybrani przedstawiciele
- Ingenhoven, Overdiek und Partner
- Jacques Herzog i Pierre de Meuron
- Rem Koolhaas
- Richard Meier
- MVRDV
- Helmut Jahn
- Robert Konieczny
- Steven Holl

## Wybrane przykłady neomodernizmu w Polsce
- Dom Aatrialny, Robert Konieczny, 2006
- Dom Bezpieczny, Robert Konieczny, 2009
- Cosmompolitan, Helmut Jahn, 2013
- Dom Kwadrantowy, Robert Konieczny, 2019